# Continental Aerospace Technologies
Continental Aerospace Technologies, jusqu'en 1969 Continental Motors, puis Teledyne Continental Motors jusqu'en 2019, est une entreprise produisant essentiellement des moteurs pour l'aéronautique. Elle est située à Mobile dans l'Alabama, États-Unis.

## Historique
L'entreprise avait deux grandes usines de production situées dans le Michigan, dans les villes de Détroit (fermée en 1965) et de Muskegon.
En 1966, le motoriste s'installe à Mobile dans d'immenses ateliers où furent assemblés les bombardiers géants de l’US Air Force, d’authentiques hangars tonneaux démesurés, 
Continental Motors devient Teledyne Continental Motors en 1969 à la suite du rachat par le conglomérat Teledyne Technologies. Le groupe est vendu fin 2010 à l'entreprise chinoise Aviation Industry Corporation of China, à Pékin (Chine) pour la somme de 186 millions de dollars américains.
AVIC a décidé d'investir 75 millions de dollars dans la construction d'une nouvelle usine de 25 000 m2 et surtout dans la modernisation de l’outil de production et l’introduction de la fabrication additive (impression tridimensionnelle). Le bureau d’études, les essais ainsi que le support client seront également redimensionnés. Le 21 août 2018, la construction de cette prochaine unité de production de moteurs à pistons à Mobile commence. Elle doit être terminé en 2020.
L'entreprise change de nom en 2019 et devient Continental Aerospace Technologies.

## Production
L'entreprise a produit des moteurs pour les différents fabricants indépendants de l'automobile, les tracteurs et les équipements fixes (pompes, groupes électrogènes, les machines lecteurs) à partir des années 1920 jusqu'aux années 1960.
Continental Motors a également produit des automobiles sous la marque « Continental » en 1932-1933 basé sur la De Vaux (en) de 1931.
Ses moteurs pour l'aviation sont très répandus au monde. L'avion d'école le plus produit au monde — le Cessna 150 et 152 — est équipé du moteur Teledyne Continental O-200 de 3,7 litres. C'est un quatre cylindres 4-temps boxer refroidi par air. Aujourd'hui TDC produit des moteurs d'avions légers entre 100 et 380 ch. Les derniers modèles sont le O-200D et le 300AD, un engin pour diesel.
Bien que Continental soit plus connu pour ses moteurs pour l'aviation légère, elle a également produit un moteur à essence pour les char M46, M47, le transport de troupes M75 armored personnel carrier, les obusiers M108/M109 de l'armée américaine, un moteur Diesel pour les chars M48 et M60, puis pour les trois premières versions du char israélien Merkava  et dans les années 2010 pour le transport de troupes israélien Namer. En 2019, elle collabore avec Peugeot Motocycles pour la réalisation de moteurs 2T à injection Euro 4.

### Moteurs à carburantAVGAS
Continental possède une gamme de moteurs à pistons AVGAS  :
- Continental O-200, 4-cylindres;
- Continental O-240, 4-cylindres;
- Continental IO-360, 6-cylindres;
- Continental IO-370, 4-cylindres (commercialisé sous le nom Continental Prime, certifié en 2018, en retrofit sur Cessna 172);
- Continental O-470, 6-cylindres;
- Continental O-520, 6-cylindres;
- Continental IO-550, 6-cylindres.

Les moteurs existent en version « O » (moteur à plat avec cylindres opposés), en version « IO » (avec injection) et « TSIO » (avec turbo).

### Moteurs à carburantJet A-1
Continental possède aussi une gamme de moteurs à pistons fonctionnant au Jet-A-1 (moteurs issus de l'acquisition de Thielert en 2013) :
- Continental CD-135, 4-cylindres en ligne;
- Continental CD-155, 4-cylindres en ligne;
- Continental CD-170, 4-cylindres en ligne;
- Continental CD-300, 6-cylindres en V.